# Meat Beat Manifesto
Meat Beat Manifesto, vaak afgekort als Meat Beat of MBM, is een elektronische-muziekgroep die in 1987 in Swindon (Verenigd Koninkrijk) is ontstaan. Zij hebben andere belangrijk elektronische-muziekgroepen zoals Nine Inch Nails, The Chemical Brothers en The Prodigy beïnvloed.
De oorspronkelijke leden van de band, Jack Dangers en Jonny Stephens, hebben vier albums samen uitgebracht.  Na 1993 is Stephens uit de band gestapt, mede omdat Dangers naar San Francisco is verhuisd.  Dangers heeft sindsdien veel andere albums gemaakt.